# 凯尔普里什欧布瓦
凯尔普里什欧布瓦（法語：Kerprich-aux-Bois，法語發音：[kɛʁpʁiʃ o bwa]）是法国摩泽尔省的一个市镇，属于萨尔堡-萨兰堡区。

## 地理
凯尔普里什欧布瓦（48°44'20"N, 6°57'37"E）面积6.45 平方千米，位于法国大東部大區摩泽尔省，该省份为法国东北部内陆省份，是洛林的一部分，西南接默尔特-摩泽尔省，东临下莱茵省，北与卢森堡和德国接壤。
与凯尔普里什欧布瓦接壤的市镇（或旧市镇、城区）包括：巴尔尚、贝班、迪亚讷卡佩勒、朗加特。

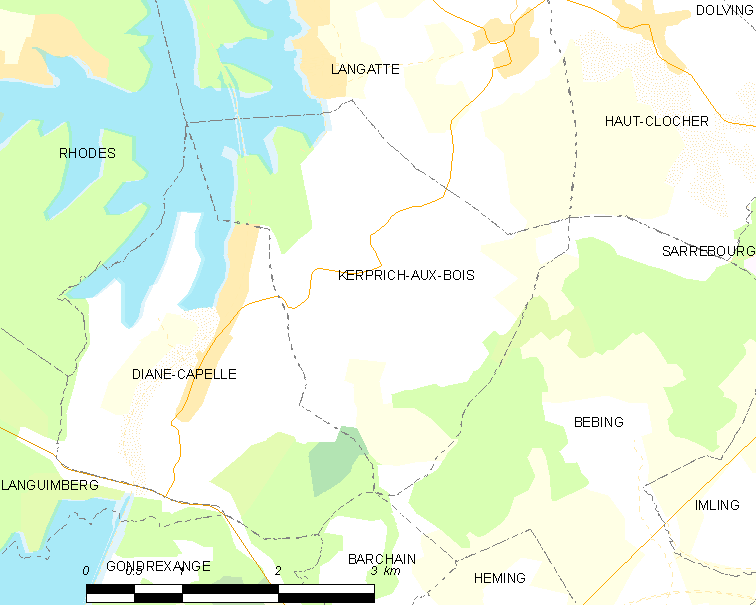
凯尔普里什欧布瓦的OSM定位图

凯尔普里什欧布瓦的时区为UTC+01:00、UTC+02:00（夏令时）。

## 行政
凯尔普里什欧布瓦的邮政编码为57830，INSEE市镇编码为57362。

## 政治
凯尔普里什欧布瓦所属的省级选区为萨尔堡县。

## 人口

1962-2008年间凯尔普里什欧布瓦人口变化图示

凯尔普里什欧布瓦于2022年1月1日时的人口数量为192人。